# Packsjön, Småland
Packsjön är en sjö i Åtvidabergs kommun i Småland och ingår i Storåns huvudavrinningsområde. Sjön har en area på 0,283 kvadratkilometer och ligger 104,1 meter över havet.

## Delavrinningsområde
Packsjön ingår i det delavrinningsområde (644917-151825) som SMHI kallar för Mynnar i Storån. Medelhöjden är 102 meter över havet och ytan är 5,59 kvadratkilometer. Räknas de 2 avrinningsområdena uppströms in blir den ackumulerade arean 16,95 kvadratkilometer. Vattendraget som avvattnar avrinningsområdet har biflödesordning 2, vilket innebär att vattnet flödar genom totalt 2 vattendrag innan det når havet efter 32 kilometer. Avrinningsområdet består mestadels av skog (79 procent). Avrinningsområdet har 0,45 kvadratkilometer vattenytor vilket ger det en sjöprocent på 3,6 procent.